# أليكساندر بلين
أليكساندر بلين (بالفرنسية: Alexandre Blain) (و. 1981  م) هو راكب دراجة هوائية فرنسي، ولد في نيس.

## سباقات أو مراحل فاز بها
| التاريخ        | السباق                       | المركز                  |
| -------------- | ---------------------------- | ----------------------- |
| 17 أبريل 2008  | جائزة دينين الكبرى 2008      | الثامن في التصنيف العام |
| 18 فبراير 2009 | فولتا الغارف 2009، المرحلة 1 | التاسع في التصنيف العام |
| 27 مارس 2011   | تور دو نورماندي 2011         |                         |
| 17 أبريل 2011  | ترو-برو ليون 2011            | التاسع في التصنيف العام |
| 27 مايو 2011   | Tallinn-Tartu GP 2011        |                         |
| 06 أكتوبر 2011 | باريس بورج 2011              | السادس في التصنيف العام |
| 01 يناير 2013  | تور دو نورماندي 2013         |                         |

## روابط خارجية
- أليكساندر بلين على موقع الاتحاد الدولي للدراجات (الإنجليزية)
- أليكساندر بلين على موقع أرشيف الدراجات (الإنجليزية)
- أليكساندر بلين على موقع إحصائيات الدراجات الإحترافية (الإنجليزية)
- أليكساندر بلين على موقع نسبة الدراجات (الإنجليزية)
- أليكساندر بلين على موقع CycleBase (الإنجليزية)